# Droga krajowa B190 (Niemcy)
Droga krajowa 190 (niem. Bundesstraße 190, B 190) – niemiecka droga krajowa przebiegająca  z zachodu na wschód od skrzyżowania z drogą B71 i B248 w Salzwedel do skrzyżowania z drogą B189 na obwodnicy Seehausen w Saksonii-Anhalt.